# Anna Pavignano
Anna Pavignano est une scénariste italienne née en 1955 à Borgomanero. Elle est surtout connue pour son scénario des films Il postino et Ricomincio da tre . Elle a été la partenaire dans la vie et la carrière de Massimo Troisi de 1977 à 1987.

## Biographie
Anna Pavignano a étudié psychologie à l'Université de Turin. En 1977, elle rencontre l'acteur, réalisateur et scénariste Massimo Troisi sur le tournage de l'émission Non Stop. Sa carrière professionnelle commence avec lui.
Leur premier film en 1981 est Ricomincio da tre. Il a été nommé pour le meilleur scénario aux David di Donatello. Ils ont écrit Scusate il ritardo en 1983 et Le vie del Signore sono finite  nommé pour le meilleur scénario par le Syndicat national italien des journalistes de cinéma. Leur relation prend fin en 1987, mais continuent à collaborer jusqu'à la mort de Troisi. Leur réalisation majeure est le film Il Postino en 1994. Massimo Troisi est décédé d'une crise cardiaque 12 heures après la fin du tournage. Le film a été nommé pour l'Oscar du meilleur scénario basé. Il a également été nommé pour le meilleur scénario aux BAFTA Awards.
Après la fin de la relation avec Troisi, Pavignano a poursuivi sa carrière en travaillant avec d'autres scénaristes. Elle écrit Passi d'amore en 1989, Ma non per sempre en 1991, Casomai en 2002, nommé aux David di Donatello du meilleur scénario.
Elle commence également à écrire des livres en 2007 avec Da domani mi alzo tardi une sorte de biographie qui parle de sa relation passée avec Massimo Troisi.

## Filmographie collaborative
Scénariste
- 1981 : Ricomincio da tre, réalisé par Massimo Troisi.
- 1982 : Morto Troisi, viva Troisi !, réalisé par Massimo Troisi.
- 1983 : Scusate il retardo, réalisé par Massimo Troisi.
- 1987 : Le vie del Signore sono finite, réalisé par Massimo Troisi.
- 1989 : Passi d'amore, réalisé par Sergio Sollima.
- 1991 : Pensavo fosse amore, invece era un calesse, réalisé par Massimo Troisi.
- 1994 : Il postino, réalisé par Michael Radford et Massimo Troisi.
- 2001 : Malafemmene, réalisé par Fabio Conversi.
- 2002 : Casomai, réalisé par Alessandro D'Alatri.
- 2002 : Amore con la S maiuscola, réalisé par Paolo Costella.
- 2004 : Se devo essere sincera, réalisé par Davide Ferrario.
- 2010 : Sul mare, réalisé par Alessandro D'Alatri.
- 2013 : Something good: The Mercury Factor, réalisé par Luca Barbareschi.
- 2014 : Elsa & Fred, réalisé par Michael Radford.

## Filmographie non collaborative
Scénariste
- 1991 : Ma non per sempre, réalisé par Marzio Casa

### Prix
| Année | Prix                                                           | Film                                       | Catégorie                                                                | Nomination / victoire |
| ----- | -------------------------------------------------------------- | ------------------------------------------ | ------------------------------------------------------------------------ | --------------------- |
| 1981  | David di Donatello                                             | Ricomincio da tre                          | Meilleur scénario                                                        | Nomination            |
| 1988  | Syndicat national des journalistes cinématographiques italiens | Le vie del Signore sono fini               | Meilleur scénario                                                        | Remporté              |
| 1992  | Syndicat national des journalistes cinématographiques italiens | Pensavo fosse amore, invece era un calesse | Meilleur scénario                                                        | Nomination            |
| 1996  | oscar                                                          | Il postino                                 | Meilleure écriture, scénario basé sur du matériel déjà produit ou publié | Nomination            |
| 1996  | Prix BAFTA                                                     | Il postino                                 | Meilleur scénario - Adapté                                               | Nomination            |
| 2003  | David di Donatello                                             | Casomai                                    | Meilleur scénario                                                        | Nomination            |

## Publications
- 2007 : Da domani mi alzo tardi.
- 2009 : In bilico sul mare.
- 2013 : Tutto quello che vorrei[7].